# Station Laragne
Station Laragne is een spoorwegstation in de Franse gemeente Laragne-Montéglin.
In 1875 opende het spoorwegstation.